# Eulophia angornensis
Eulophia angornensis är en orkidéart som först beskrevs av Heinrich Gustav Reichenbach, och fick sitt nu gällande namn av Phillip James Cribb. Eulophia angornensis ingår i släktet Eulophia och familjen orkidéer.
Artens utbredningsområde är Komorerna. Inga underarter finns listade i Catalogue of Life.